# Gabriele della Genga Sermattei
Gabriele della Genga Sermattei (Assisi, 4 dicembre 1801 – Roma, 10 febbraio 1861) è stato un cardinale e arcivescovo cattolico italiano.

## Biografia

### I primi anni e l'inizio della carriera ecclesiastica
Gabriele della Genga Sermattei nacque ad Assisi (città dove la sua famiglia si era trasferita nel 1793) il 4 dicembre 1801, figlio del conte Filippo della Genga e nipote di papa Leone XII.
Studiò al collegio dei gesuiti di Orvieto ove si addottorò utroque iure. Venne ordinato sacerdote il 26 settembre 1830 e poco dopo divenne prelato domestico di Sua Santità, entrando a far parte della curia romana. Fu relatore della Sacra Consulta e canonico della basilica di San Giovanni in Laterano.

### L'episcopato
Il 29 giugno 1833 venne eletto arcivescovo titolare di Berito e venne consacrato il 15 settembre successivo a Roma dal cardinale Bartolomeo Pacca. Il 13 giugno 1834 venne eletto assistente al soglio pontificio e dieci giorni più tardi venne promosso alla sede arcivescovile di Ferrara.

### Il cardinalato
Papa Gregorio XVI lo elevò al rango di cardinale nel concistoro del 1º febbraio 1836 ed il 4 febbraio successivo ricevette la berretta cardinalizia. Il 21 novembre 1836 ottenne il titolo di San Girolamo degli Schiavoni. Fino alla nomina del cardinale Francesco Saverio Massimo è stato il porporato italiano più giovane.
Il 13 gennaio 1843 rinunciò al governo della sua arcidiocesi e divenne una settimana più tardi legato apostolico nelle province di Urbino e Pesaro. Prese parte quindi al conclave del 1846 che elesse papa Pio IX. Fu a capo di un gruppo di tre cardinali (assieme a Luigi Vannicelli Casoni e Lodovico Altieri) che governarono Roma durante l'assenza del pontefice rifugiatosi a Gaeta dal luglio del 1849 all'aprile del 1850. Prefetto per la Sacra Congregazione dei Vescovi e dei Religiosi dal 14 aprile 1852, il 23 marzo 1856 venne nominato anche prefetto della Sacra Congregazione della disciplina regolare. Divenne cardinale camerlengo del collegio cardinalizio dal 15 marzo 1858 sino al 1859. Il 13 ottobre 1860 divenne segretario dei Brevi Apostolici e contestualmente gran cancelliere degli ordini equestri pontifici.
Morì a Roma il 10 febbraio 1861 all'età di 59 anni, colto da improvviso malore. La sua salma venne esposta nella chiesa di San Lorenzo in Lucina a Roma e secondo le sue disposizioni ivi venne sepolto. Al suo funerale presenziò papa Pio IX.

## Genealogia episcopale e successione apostolica
La genealogia episcopale è:
- Cardinale Scipione Rebiba
- Cardinale Giulio Antonio Santori
- Cardinale Girolamo Bernerio, O.P.
- Arcivescovo Galeazzo Sanvitale
- Cardinale Ludovico Ludovisi
- Cardinale Luigi Caetani
- Cardinale Ulderico Carpegna
- Cardinale Paluzzo Paluzzi Altieri degli Albertoni
- Papa Benedetto XIII
- Papa Benedetto XIV
- Papa Clemente XIII
- Cardinale Giovanni Carlo Boschi
- Cardinale Bartolomeo Pacca
- Cardinale Gabriele della Genga Sermattei

La successione apostolica è:
- Cardinale Mariano Falcinelli Antoniacci, O.S.B. (1853)
- Cardinale Giuseppe Andrea Bizzarri (1854)